# Bobby Joe Hatton
Pour les articles homonymes, voir Hatton.
Roberto José « Bobby Joe » Hatton Negrón, né le 11 octobre 1976 à Ponce, à Porto Rico, est un joueur portoricain de basket-ball, évoluant au poste de meneur. 

## Carrière

### Palmarès
- 3e du Championnat des Amériques de basket-ball 2003